# La Pétrolette
La Pétrolette was de Franse naam voor de Hildebrand & Wolfmüller, de eerste in serie geproduceerde motorfiets. De productie begon in 1893. De Fransen konden of wilden de Duitse namen niet uitspreken. De machines werden overigens in licentie in Frankrijk gebouwd door Louis Superbie en H.O. Duncan. De productie eindigde net als die van het origineel na veel klachten in 1897.
Er kwam een jaar later La Pétrolette Oméga op de markt.